# ويليام جونز (سياسي نيوزلندي)
ويليام جونز (بالإنجليزية: William Jones)‏ هو سياسي نيوزلندي، ولد في 1868، وتوفي في 1953. انتخب عضو مجلس النواب نيوزيلندا.